# Pieter Ghysen
Pieter Henri Joseph Ghysen (Hasselt, 11 juni 1908 - 4 november 1999) was een Belgisch volksvertegenwoordiger.

## Levensloop
Ghysen promoveerde tot doctor in de rechten en vestigde zich als advocaat in Hasselt.
Hij werd actief binnen het ACW en vertegenwoordigde deze beweging op de kandidatenlijst van de katholieke partij bij de wetgevende verkiezingen. Hij werd in 1936 verkozen tot volksvertegenwoordiger voor het arrondissement Hasselt en vervulde dit mandaat tot in 1939. Bij de verkiezingen van dat jaar werd hij niet verkozen, maar werd aangeduid als eerste opvolger.
Over latere jaren zijn over hem nog opzoekingen te doen.